# Dopady evropské migrační krize ve Slovinsku
Slovinsko se v rámci takzvané evropské migrační krize od října 2015 nachází na Balkánské migrační trase, kterou do Evropské unie přichází nejvyšší počet migrantů.

## Přesun Balkánské trasy do Slovinska

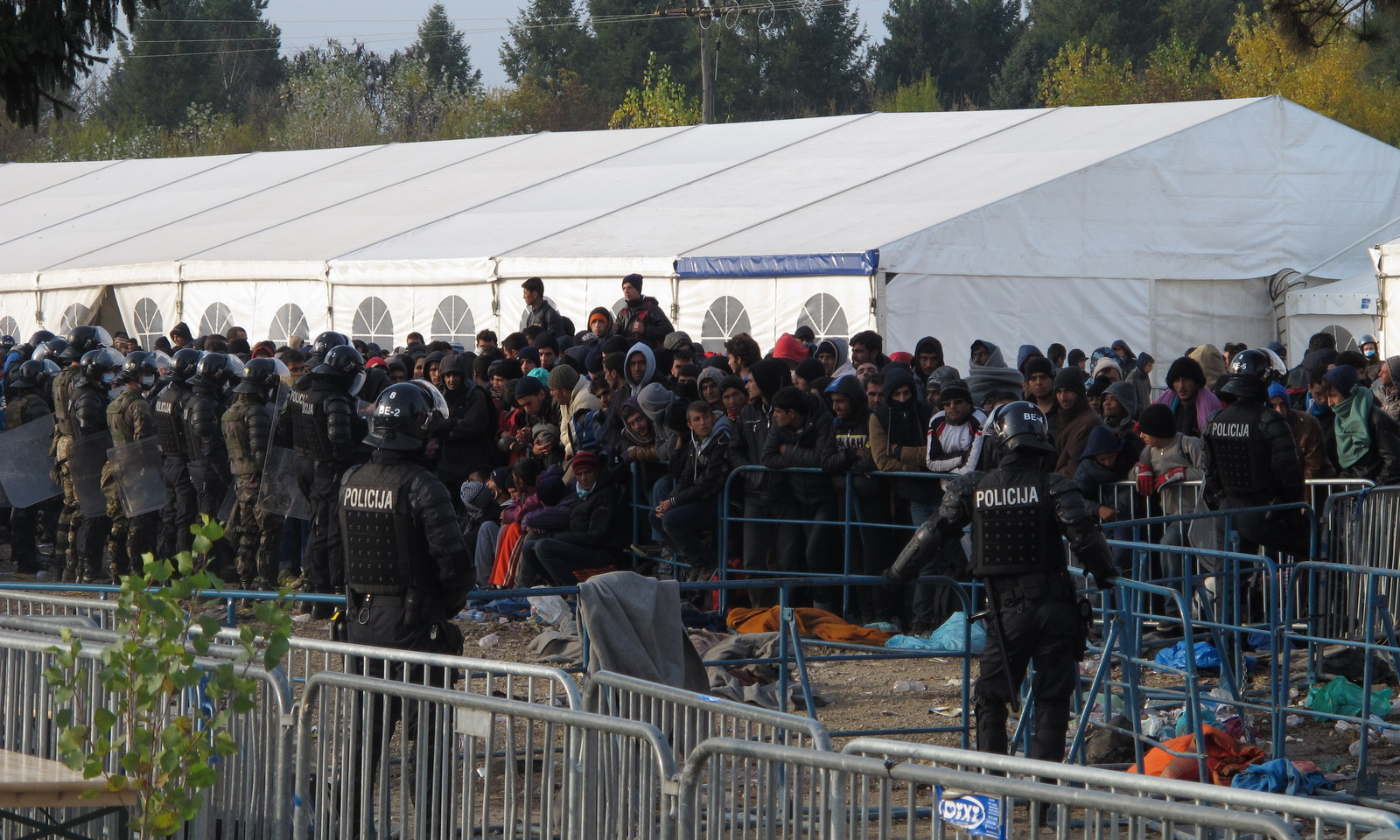
Migranti ve městě Dobova na hranicích s Chorvatskem, kde vstupují do Slovinska

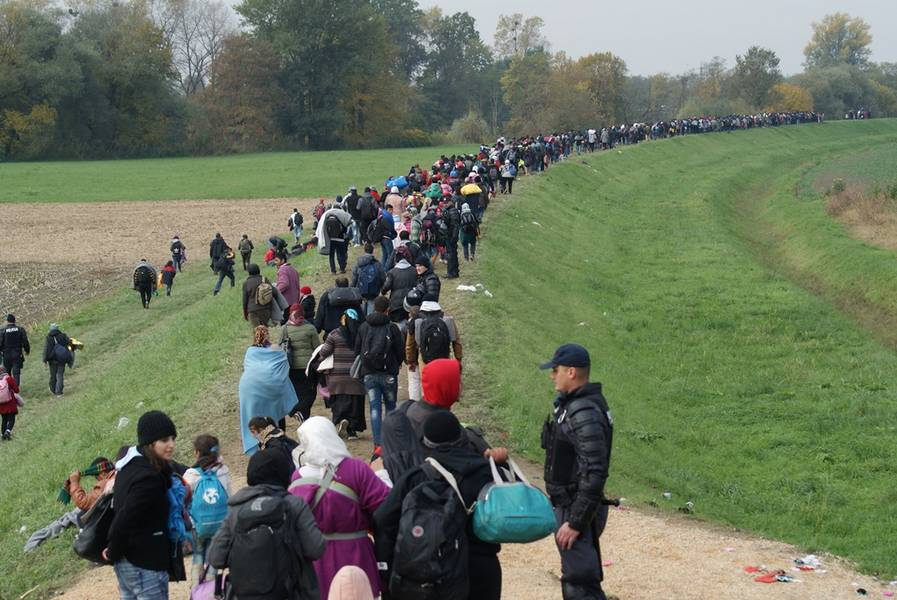
Migranti procházející Slovinskem

Slovinsko stálo až do poloviny října 2015 zcela stranou Balkánské cesty, kterou proudí do Evropy především lidé ze Sýrie, Afghánistánu a dalších zemí. Začátkem září změnila slovinská vláda svůj postoj k uprchlickým kvótám. V prohlášení pro média dne 4. září 2015 ministr zahraničí Karl Erjavec uvedl, že země dokáže přijmout až 2 000 žadatelů o azyl podle kvót a v druhé polovině měsíce hlasovalo Slovinsko pro zavedení systému na přerozdělování migrantů.
Dne 17. října došlo k dokončení druhého úseku maďarského pohraničního plotu, a to na maďarsko-chorvatské hranici, čímž došlo k uzavření této hranice a přesměrování Balkánské trasy právě do Slovinska. V reakci na uzavření srbsko-maďarské hranice pro migranty a přesunu hlavní migrační trasy do Chorvatska obnovilo Slovinsko hraniční kontroly na hranici s Chorvatskem, k hranicím vyslalo ve větší míře policii a nasadilo armádu. Zpočátku slovinští představitelé souhlasili se zřízením registračních center na společné hranici s Chorvatskem, odkud by následně imigranti pokračovali do Rakouska a západní Evropy. Po několika dnech ale Slovinsko začalo pociťovat skutečné dopady migrační krize, počty migrantů se zvýšily a Slovinskem jich ve druhé polovině října procházelo přes 8 000 denně; dne 25. října přišlo do Slovinska 15 000 osob, což znamenalo nejvyšší počet nových migrantů během jednoho dne. Z tohoto důvodu přestalo Slovinsko situaci zvládat a o pomoc požádalo Evropskou unii. Slovinský premiér Miro Cerar kritizoval Chorvatsko za to, že v noci přemisťovalo migranty k chorvatsko-slovinské hranici, odkud pokračovali právě do Slovinska. Cerar také oznámil záměr výstavby hraniční bariéry na slovinsko-chorvatské hranici v případě pokračování přílivu migrantů.

## Vývoj krize na přelomu let 2015 a 2016

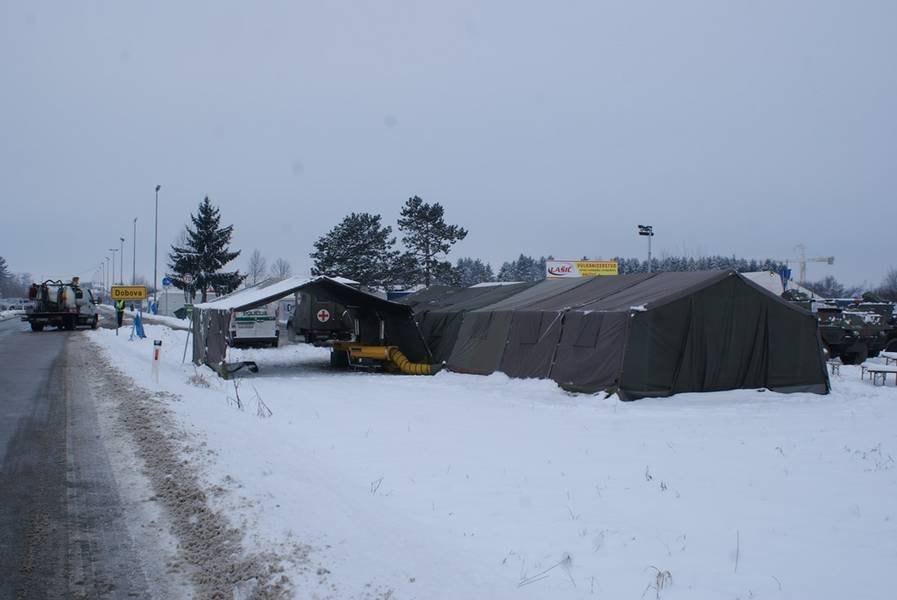
Ve městě Dobova bylo postaveno registrační centrum pro migranty

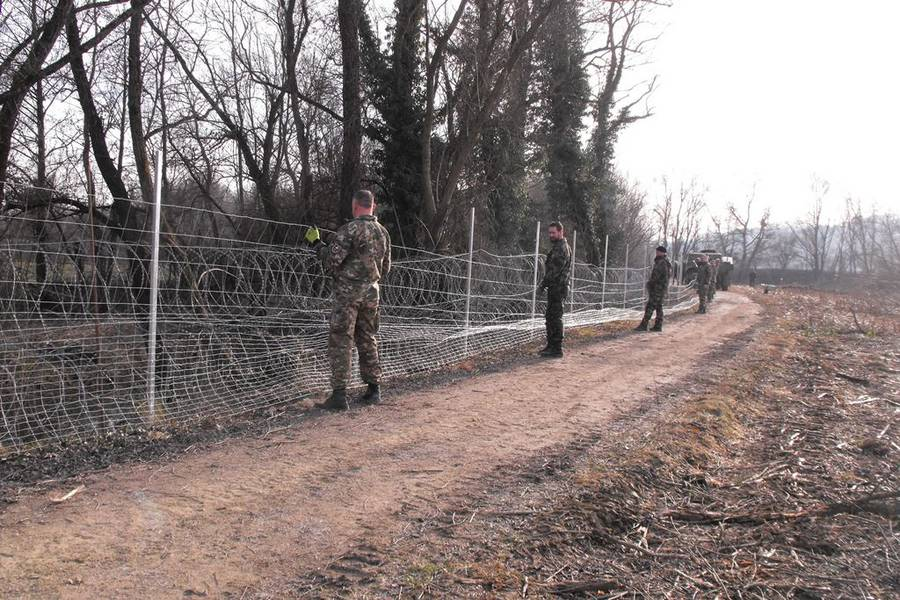
Výstavba slovinského pohraničního plotu, leden 2016

Výstavba slovinského pohraničního plotu byla zahájena dne 11. listopadu v blízkosti několika slovinských vesnic (Obsotelje, Veliki Obreč, Zavrč, Brežice) v jihovýchodním Slovinsku, kudy procházelo největší množství migrantů. Rychlost postupu jednotek slovinské armády, které 1,8 metru vysoký plot tvořený žiletkovým drátem budovaly, činila zhruba 150 m za hodinu. Podle chorvatské vlády se část plotu nacházela na chorvatském území, a proto ji příslušníci bezpečnostních složek chorvatské republiky odstranily. Následoval diplomatický střet mezi oběma zeměmi; chorvatské ministerstvo zahraničí i evropských záležitostí ostře protestovalo a zaslalo do Lublaně diplomatickou nótu. Plot měl původně měřit celkem 80 km a tato délka byla dosažena v prosinci 2015. V polovině prosince ale bylo rozhodnuto o jeho prodloužení na celou slovinsko-chorvatskou hranici vč. Istrijského poloostrova a délka plotu v případě úplného dokončení by činila více než 500 km. Do 1. února bylo postaveno více než 155 km plotu a i v následujících měsících roku 2016 pokračovala výstavba na dalších úsecích. Cílem plotu je podle slovinské vlády usměrnění migračního toku k vybraným hraničním přechodům.
V listopadu procházelo Slovinskem kolem 5 000 lidí denně, v prosinci se tato čísla snížila na průměr více než 3 000 migrantů denně. V lednu a únoru 2016 dosahoval migrační proud nižších hodnot, od počátku března se ale opět začal zvyšovat. Od 16. října 2015 do 5. března 2016 vstoupilo do Slovinska nelegálně přes 477 000 migrantů. Počet žádostí o azyl se zde ale zvýšil jen minimálně, jelikož migranti mířili převážně do bohatých západoevropských států a Slovinsko pro ně bylo pouze tranzitní zemí. Od 9. listopadu nepřetržitě slouží ve Slovinsku kontingent českých policistů, který pomáhá s hlídáním vnější schengenské hranice a registracemi migrantů; policisté slouží v zemi po dobu jednoho měsíce a následně je nahradí nová skupina tvořená 20 policisty. Koncem února 2016 Slovinsko spolu s dalšími zeměmi Balkánské trasy oznámilo, že do země bude vpouštěno maximálně 580 migrantů denně. V souvislosti s uzavřením Balkánské migrační trasy v březnu 2016 přichází od té doby do Slovinska maximálně několik stovek migrantů denně.